# Városháza (Újpest)
Az újpesti városháza az egykor önálló Újpest város önkormányzatának központi hivatala volt; ma Budapest IV. kerületének adminisztratív központja.

## Története
Az 1840-ben alapított és azóta rohamosan fejlődő és gyarapodó Újpest adminisztrációjának ellátására az 1890-es években már túl szűknek bizonyultak az addig a József és az Attila utcák sarkán használt irodák, így 1895-ben határozatot hoztak egy kétszintes községháza felépítéséről a nem túl messzi Szent István téren.

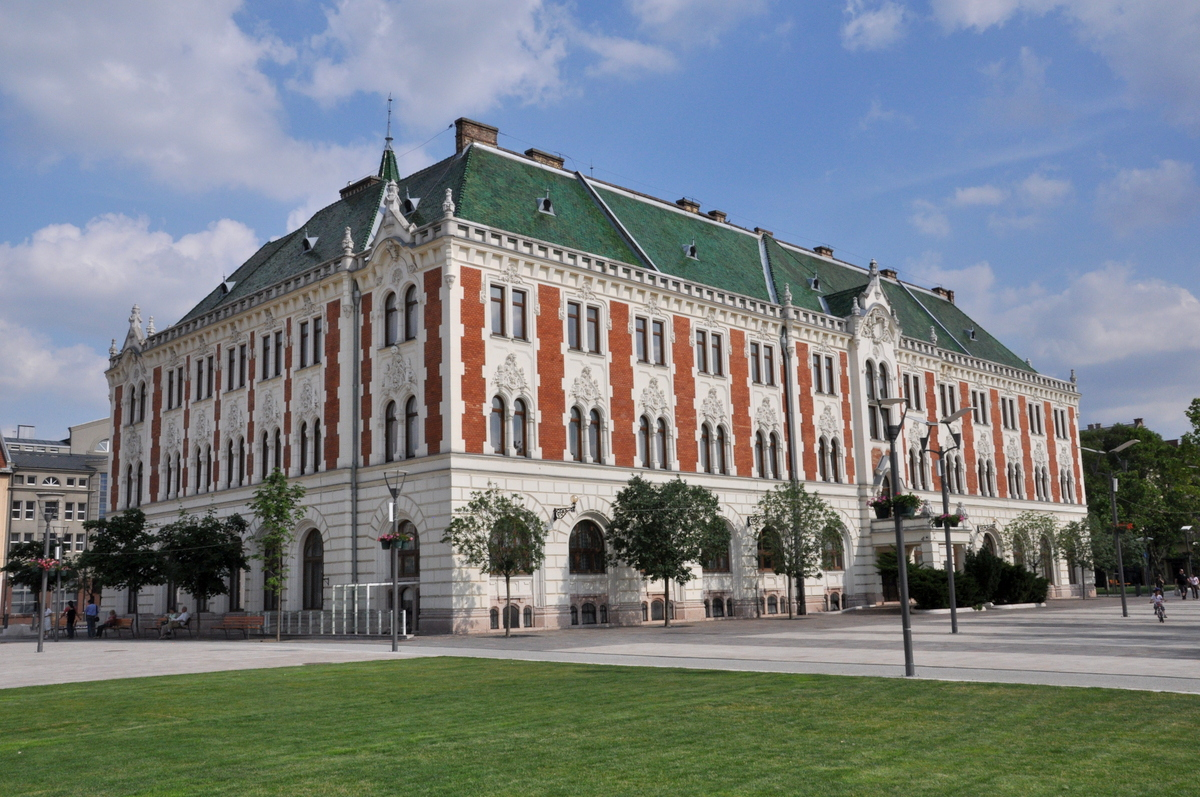
A Szent István téri homlokzat

A pályázatot 1898-ban írták ki, amit az ekkor már neves, elismert építészek, Böhm Henrik és Hegedűs Ármin közös pályázata nyert meg. A kivitelezést egy helyi építési vállalkozóra, Schreiber Gyulára bízták, a költségekre pedig 200 000 osztrák–magyar forintot különítettek el, aki 1899. május 13-án kezdett neki a munkálatoknak. Az épület teljesen 1900 nyarára készült el, az eredeti tervekhez képest kis belső módosítással, mert időközben a járásbíróságot, vele pedig a börtönt is ide költöztették. Utóbbit az alagsorba.
Szintén változás volt az eredeti elképzelésekhez képest, hogy a földszinti helyiségeket üzleteknek adták ki. Ezek egyike volt az a kávéház, ami Babits Mihály Újpesten játszódó, 1923-ban befejezett Kártyavár című regényében is szerepelt.
Az épület a századforduló eklektikus-szecessziós irányzatát követi, aminek egyik legkiemelkedőbb alkotása lett. Fő oromzatának központi helyén a kor egyik emberideálja, Roland lovag szobra áll, aki a város törvényhatósági jogait hivatott jelképezni. Az épület hátsó oldalán, ami a Szent István tér felé néz, egy erkélyt alakítottak ki, hogy onnan szózatokat lehessen intézni az alant egybegyűltekhez. Bejárata előtt bérkocsiállomást alakítottak ki.
Az épület korabeli társaihoz viszonyítva gyakorlatilag tökéletes épségben vészelte át a teljes 20. századot, állaga azonban időközben jelentősen leromlott. Ennek, valamint jubileumának okán 1999-ben teljes felújításon esett át, azonban talán figyelmetlenségből adódóan a főhomlokzatán látható Budapest címerben megmaradt a vörös csillag.
1993-ban helyi védelem alá helyezték.